# Liste der Kreisstraßen im Landkreis Anhalt-Bitterfeld
Die Liste der Kreisstraßen im Landkreis Anhalt-Bitterfeld ist eine Auflistung der Kreisstraßen im Landkreis Anhalt-Bitterfeld, Sachsen-Anhalt. Die Gesamtlänge aller Kreisstraßen betrug am 1. Januar 2012 insgesamt 419 km.

## Abkürzungen
- K: Kreisstraße
- L: Landesstraße

## Liste
Die Kreisstraßen werden landesweit durchnummeriert und behalten die ihnen zugewiesene Nummer bei einem Wechsel in einen anderen Landkreis oder in eine kreisfreie Stadt innerhalb von Sachsen-Anhalt. Nicht vorhandene bzw. nicht nachgewiesene Kreisstraßen werden in Kursivdruck gekennzeichnet, ebenso Straßen und Straßenabschnitte, die unabhängig vom Grund (Herabstufung zu einer Gemeindestraße oder Höherstufung) keine Kreisstraßen mehr sind.
| Nr.    | Verlauf |
| ------ | --- |
| K 1233 | (K 1233 im Landkreis Jerichower Land) – Kreisgrenze – Gehrden – L 51 – K 1238 – Güterglück – K 1241 – K 1240 – Trebnitz – in Zerbst/Anhalt                    |
| K 1238 | K 1239 in Flötz – L 51 in Güterglück |
| K 1239 | (K 1239 im Landkreis Jerichower Land) – Kreisgrenze – Gödnitz – Flötz – K 1238 – Walternienburg – L 51 – Kämeritz – Hohenlepte – L 149                        |
| K 1240 | K 1233 – Nutha |
| K 1241 | – Moritz – Güterglück – K 1233 – L 51 – Nutha-Siedlung |
| K 1242 | Niederlepte – L 149 |
| K 1243 | (K 1243 im Salzlandkreis) – Elbfähre – Kreisgrenze – Tochheim – K 1244 – K 1239 – K 1242 – Zerbst/Anhalt – L 149 in Zerbst/Anhalt – K 1258 – in Zerbst/Anhalt |
| K 1244 | L 149 – Badetz |
| K 1245 | L 55 – Kuhberge – Zernitz – Strinum – L 55 in Zerbst/Anhalt                                                                                                   |
| K 1246 | Buhlendorf – L 55 in Lindau |
| K 1247 | (K 1247 im Landkreis Jerichower Land) – Kreisgrenze – Lietzo – K 1248 – L 55 in Lindau                                                                        |
| K 1248 | Quast – K 1247 |
| K 1249 | L 55 in Lindau – Deetz – K 1250 – L 57 in Dobritz |
| K 1250 | L 55 – Deetz – K 1249 – in Nedlitz |
| K 1252 | L 57 in Reuden/Anhalt – Grimme – K 1254 – L 57 |
| K 1253 | L 121 – Bornum |
| K 1254 | in Nedlitz – Hagendorf – L 57 – Reuden – K 1252 |
| K 1255 | L 57 – Mühro – K 1779 – Garitz – L 121 – Kleinleitzkau – Kreisgrenze – (K 1255 in Dessau-Roßlau)                                                              |
| K 1256 | in Jütrichau – K 1791 – Wertlau |
| K 1257 | Eichholz – K 1258 in Leps |
| K 1258 | K 1243 in Zerbst/Anhalt – Leps – K 1257 – Kermen – Steckby – in Steutz                                                                                        |
| K 1259 | in Zerbst/Anhalt – – K 1260 – K 1780 – Bone – L 121 |
| K 1260 | K 1259 in Zerbst/Anhalt – Luso – K 1780 – Mühlsdorf |
| K 1776 | in Steutz – Kreisgrenze – (K 1776 in Dessau-Roßlau) |
| K 1779 | K 1255 in Mühro – Polenzko – Bärenthoren – Kreisgrenze – (K 1779 im Landkreis Wittenberg)                                                                     |
| K 1780 | K 1259 in Bone – K 1260 in Luso |
| K 1791 | K 1256 in Jütrichau – Pakendorf |
| K 2000 | L 142 in Lennewitz – L 140/L 141 in Salzfurtkapelle |
| K 2009 | K 2080 – Susigke |
| K 2029 | in Gossa – K 2036 – Schmerz – Kreisgrenze – (K 2029 im Landkreis Wittenberg)                                                                                  |
| K 2036 | K 2029 – Krina – – Kreisgrenze – (K 2036 im Landkreis Wittenberg)                                                                                             |
| K 2037 | (K 2037 im Landkreis Wittenberg) – Kreisgrenze – Burgkemnitz – K 2053 – L 138 in Muldenstein                                                                  |
| K 2049 | L 140 – Siebenhausen – K 2051 – Reuden |
| K 2050 | (K 2050 in Dessau-Roßlau) – Kreisgrenze – Möst – Schierau – K 2052 – Priorau – Raguhn – L 136 – L 138 in Jeßnitz                                              |
| K 2051 | K 2049 in Siebenhausen – in Bobbau |
| K 2052 | K 2050 in Schierau – Marke |
| K 2053 | K 2037 – Burgkemnitz – Schlaitz – |
| K 2054 | in Wolfen – Greppin |
| K 2055 | K 2058 in Rödgen – Thalheim – K 2056 – in Wolfen |
| K 2056 | L 143 in Quetzdölsdorf – Beyersdorf – K 2060 – Glebitzsch – K 2058 – Renneritz – K 2057 in Ramsin – … – K 2069 in Sandersdorf – – K 2055 in Thalheim          |
| K 2057 | K 2056 in Ramsin – Zscherndorf – in Bitterfeld |
| K 2058 | K 2055 in Rödgen – – K 2069 – Großzöberitz – Köckern – Glebitzsch – K 2056 – – Roitzsch – K 2059 – in Petersroda                                              |
| K 2059 | K 2058 in Roitzsch – Landesgrenze – (zur K 7440 im Landkreis Nordsachsen, Sachsen)                                                                            |
| K 2061 | (K 2061 im Saalekreis) – Kreisgrenze – K 2064 – Rieda – K 2063 – L 141 – Prussendorf – Spören – L 143                                                         |
| K 2062 | Göttnitz – K 2063 |
| K 2063 | in Radegast – Löbersdorf – K 2062 – L 144 – Stumsdorf – Rieda – K 2061 – Siegelsdorf – L 141 in Schrenz                                                       |
| K 2064 | (K 2064 im Saalekreis) – Kreisgrenze – K 2061 in Rieda |
| K 2065 | K 2071 in Schortewitz – Kreisgrenze – (K 2065 im Saalekreis) – Kreisgrenze – L 144 in Werben                                                                  |
| K 2068 | Bitterfeld Nordwest – / in Bitterfeld |
| K 2069 | L 143 in Zörbig – Großzöberitz – K 2058 – Heideloh – Sandersdorf – K 2056 – /                                                                                 |
| K 2071 | K 2073 in Görzig – Schortewitz – K 2065 – Priesdorf – /L 142 in Radegast                                                                                      |
| K 2072 | L 147 in Cattau – Wieskau – L 145 – Hohnsdorf – Trebbichau an der Fuhne – Rohndorf – K 2074 in Glauzig                                                        |
| K 2073 | L 147 – Maasdorf – Reinsdorf – K 2074 in Görzig – K 2501 – Weißandt-Gölzau –                                                                                  |
| K 2074 | L 148 in Köthen (Anhalt) – Baasdorf – K 2075 – Reinsdorf – K 2073 in Görzig                                                                                   |
| K 2075 | L 145/L 147 in Piethen – Edderitz – Pilsenhöhe – Baasdorf – K 2074 – Arensdorf –                                                                              |
| K 2076 | – Cosa – Pösigk – Riesdorf |
| K 2077 | in Rosefeld – Libbesdorf – L 134 – Quellendorf – L 136 – Fraßdorf – K 2080 – Meilendorf – Ziebigk – in Prosigk                                                |
| K 2078 | L 136 – Breesen – K 2079 – Reupzig – Libehna – |
| K 2079 | – Großbadegast – K 2508 – K 2078 – Reupzig – L 136 in Storkau                                                                                                 |
| K 2080 | in Aken (Elbe) – K 2009 – Kleinzerbst – K 2096 – Elsnigk – Scheuder – Lausigk – L 136 – Storkau – K 2079 – Zehmigkau – Meilendorf – Körnitz                   |
| K 2082 | (K 2082 im Salzlandkreis) – Kreisgrenze – K 2086 – Frenz – L 148 in Großpaschleben                                                                            |
| K 2083 | K 2096 in Osternienburg – Sibbesdorf – Zehringen – L 136 |
| K 2084 | K 2092 in Elsdorf – in Köthen (Anhalt) |
| K 2086 | (K 2086 im Salzlandkreis) – Kreisgrenze – Löbnitz an der Linde – L 148 – Wörbzig – L 147 in Pfaffendorf                                                       |
| K 2087 | (K 2087 im Salzlandkreis) – Kreisgrenze – K 2089 – Mölz – Kleinpaschleben – L 149 – Zabitz – nicht befahrbar – K 2097                                         |
| K 2088 | – Kreisgrenze – (K 2088 im Salzlandkreis) |
| K 2089 | K 2087 in Mölz – 185n – in Trinum |
| K 2091 | (K 1286 im Salzlandkreis) – Kreisgrenze – Dornbock – Bobbe – Drosa – L 149 – Wulfen – K 2097 – K 2092 – Trebbichau –                                          |
| K 2092 | K 2091 – Micheln – Klietzen – K 2084 in Elsdorf |
| K 2093 | Mennewitz – |
| K 2096 | in Pißdorf – Osternienburg – K 2083 – Elsnigk – Reppichau – Chörau – Kreisgrenze – (K 2096 in Dessau-Roßlau)                                                  |
| K 2097 | L 149 in Wulfen – Maxdorf – K 2087 – in Köthen (Anhalt) |
| K 2501 | Klein-Weißandt – K 2073 |
| K 2505 | L 134 – Diesdorf |